# Georgia Courage-Gardiner
Georgia Courage-Gardiner (17 marzo 2003) è una nuotatrice artistica australiana.

## Palmarès

### Coppa del Mondo
- 3 podi:
  - 2 secondi posto (2 nella gara a squadre)
  - 1 terzo posto (1 nella gara a squadre)